# Atwater Village
Atwater Village é um bairro do 13º Distrito de Los Angeles, Califórnia, nos Estados Unidos. Localizada no nordeste da cidade, possui três escolas primárias: duas públicas e uma privada; grande parcela dos habitantes dessa região são imigrantes.
A grande maioria das casas e estruturas em Atwater Village nunca foram demolidas (embora muitos passaram por reformas), resultando no bairro que tem o maior número de estruturas construídas antes de 1939 em Los Angeles.